# Падјука (Тексас)
Падјука (енгл. Paducah) град је у америчкој савезној држави Тексас. По попису становништва из 2010. у њему је живело 1.186 становника.

## Демографија
Према попису становништва из 2010. у граду је живело 1.186 становника, што је 312 (20,8%) становника мање него 2000. године.
| Група             | 2000.         | 2010.       |
| Белци             | 1.015 (67,8%) | 793 (66,9%) |
| Афроамериканци    | 168 (11,2%)   | 121 (10,2%) |
| Азијати           | 0 (0,0%)      | 0 (0,0%)    |
| Хиспаноамериканци | 304 (20,3%)   | 264 (22,3%) |
| Укупно            | 1.498         | 1.186       |